# Kyōfu joshikōkō
Kyōfu joshikōkō (恐怖女子高校?), conocida en inglés como Terrifying Girls' High School y traducida al español como El instituto de secundaria de las chicas terroríficas, es una saga de cuatro películas japonesas del género Pinky violence (violencia rosa) realizadas por Toei entre 1972 y 1973. Reiko Ike es protagonista en las cuatro películas, y Miki Sugimoto en las dos primeras.

## Películas de la saga
- Kyōfu joshikōkō: Onna bōryoku kyōshitsu (恐怖女子高校　女暴力教室?) (conocida como Terrifying Girls' High School: Women's Violent Classroom en inglés) de septiembre de 1972, dirigida por Norifumi Suzuki.
- Kyōfu joshikōkō: bōkō rinchi kyōshitsu (恐怖女子高校　暴行リンチ教室?) (conocida como Terrifying Girls' High School: Lynch Law Classroom en inglés) de marzo de 1973, dirigida por Norifumi Suzuki.
- Kyōfu joshikōkō: furyō monzetsu gurūpu (恐怖女子高校　女暴力教室?) (conocida como Terrifying Girls' High School: Delinquent Convulsion Group en inglés) de septiembre 1973, dirigida por Masahiro Shimura.
- Kyōfu joshikōkō: animaru dōkyūsei (恐怖女子高校　アニマル同級生?) (conocida como Terrifying Girls' High School: Animal Courage en inglés) de diciembre de 1973, dirigida por Masahiro Shimura.